# Maggie Rizer
Maggie Rizer (9 de enero de 1978, Staten Island, Nueva York) es una modelo y activista estadounidense. Su activismo está relacionado con causas como el VIH y la sanidad universal.

## Primeros años
Margaret Mary Rizer es hija de Maureen y Kevin Rizer. Sus padres se divorciaron antes de que ella cumpliera un año y él anunció que era gay. Una década después su madre se casó, con John Breen, y Margaret pasó a vivir en Watertown, Nueva York. Tiene cuatro medio-hermanos: Julia, Patricia, Katie, y Jake. La familia apareció en una editorial en 2001 de Teen Vogue. Rizer tenía catorce años cuando su abiertamente gay padre murió de VIH, y desde entonces intenta concienciar sobre el virus.

## Carrera

### Fama
Su foto de graduación fue expuesta en un estudio de fotografía y el supermercado locales. Los vecinos vieron la foto y decidieron animar a la chica a que mandara la foto a Ford Modeling Agency. Su tez pálida, pecas, y brillantes ojos azules llamaron la atención en la industria de la moda.
Rechazó ofertas de modelaje para contonuar sus estudios en State University of New York at Geneseo y el Rochester Institute of Technology. Su pelo es rubio natural, aunque se lo tiñó de rojo para Vogue Italia y Steven Meisel. La contrataron para su primera portada en septiembre de 1997. También figuró en la portada de abril de 1999 de la Vogue estadounidense junto a Kate Moss. Su segunda portada en la Vogue estadounidense cover fue en noviembre de 2000 junto a Carmen Kass, Angela Lindvall, y Frankie Rayder. Ese mismo año fue nominada al 2000 VH1/Vogue, "Modelo del Año".  Carmen Kass fue la ganadora. Ha aparecido en muchas revistas de moda y en sus respectivas portadas, Elle, Lucky, Vogue, y Flare.
Ha desfilado para Fendi, Calvin Klein, Donna Karan, Chanel, Marc Jacobs, Oscar De La Renta, Miu Miu, Michael Kors, Prada, Jean Paul Gaultier, Dolce & Gabbana, Max Mara, Jil Sander, Blumarine, Céline, Givenchy, Louis Vuitton, Gucci, Alexander McQueen, Ralph Lauren, Valentino, Missoni, Yves Saint Laurent, Versace, Balenciaga, Carolina Herrera, Alberta Ferretti, y Viktor & Rolf.
Rizer ha aparecido en campañas para Versace, Prada, Calvin Klein, Valentino SpA, Céline, Louis Vuitton, Balenciaga, Escada, Lanvin, Clinique, Tommy Hilfiger, Ann Taylor, Fendi, Max Mara, Gap, Dooney & Bourke, y Neiman Marcus.
Ha hecho apariciones en televisión y cine, apareciendo en la temporada 6 de Sex and the City como también en America's Next Top Model mientras demostraba como desfilar a las concursantes.  Hizo una aparición en el programa Stylista enseñándole a las concursantes a estar a la altura de lo que pide el cliente de una modelo.  Apareció en una escena (eliminada) de Zoolander, preguntándole al personaje de Ben Stiller,  Derek Zoolander, "ven y únete a nuestra fiesta de sexo" con un grupo de modelos en una limusina.

### Regreso
Después de un dencanso, Rizer volvió a la industria y apareció en la portada de L'Officiel Singapur en octubre de 2008, fotografiada por Leslie Kee. People, en su editorial de diciembre de ese año, escribió una historia sobre los intentos de Rizer de volver al modelaje. A finales de 2009, empezó a apapecer en anuncios se Dooney and Bourke. En 2010, figuró en la página web L.L.Bean SIGNATURE y en divho catálogo. 
En marzo de 2014, Rizer volvió a la pasarela, desfilando para Louis Vuitton en la Paris Fashion Week otoño/invierno 2014, y en mayo de 2015 en el evento de crucero en Mónaco. En septiembre, Rizer abrió para Michael Kors en primavera de 2015 para New York Fashion Week. Rizer apareció junto a otros "iconos" en la portada en septiembre de 2014 de Vogue Japón. Rizer fiuró en la portada de noviembre de ese año en Numéro Tokyo. En 2015, Rizer desfiló para Prabal Gurung en primavera de 2016 en la New York Fashion Week y en agosto de 2016, fue fotografiada por Inez and Vinoodh para la Vogue estadounidense. En 2016, Rizer apareció en una campaña de verano para Banana Republic.